# Bupalus costimaculata
Bupalus costimaculata är en fjärilsart som beskrevs av Barend J. Lempke 1952. Bupalus costimaculata ingår i släktet Bupalus och familjen mätare. Inga underarter finns listade i Catalogue of Life.